# Monsonia heliotropioides
Monsonia heliotropioides är en näveväxtart som först beskrevs av Antonio José Cavanilles, och fick sitt nu gällande namn av Pierre Edmond Boissier. Monsonia heliotropioides ingår i släktet hottentottnävor, och familjen näveväxter. Inga underarter finns listade i Catalogue of Life.